# Denticerus aureoapicalis
Denticerus aureoapicalis är en skalbaggsart som beskrevs av Karl Adlbauer och Dauber 2002. Denticerus aureoapicalis ingår i släktet Denticerus och familjen långhorningar. Inga underarter finns listade i Catalogue of Life.